# Fuengirola
Fuengirola é um município da Espanha, na província de Málaga, comunidade autónoma da Andaluzia. Tem 10,37 km² de área e em 2021 tinha 82 585 habitantes (densidade: 7 963,8 hab./km²). Pertence à comarca de Costa del Sol Occidental, limitando com os municípios de Benalmádena e Mijas, além do mar Mediterrâneo.
Fundada pelos fenícios, por Fuengirola passaram os romanos, bizantinos, visigodos e mouros, entre outros povos, até sua incorporação definitiva pela Coroa de Castela, em 1485. Se constituiu em município após emancipar-se de Mijas, em 1841, sendo ainda um pequena vila de pescadores. Atualmente, o turismo representa um importante setor da economia municipal, pois Fuengirola é um importante centro turístico na Costa do Sol, rondando os 250.000 habitantes durante os meses de verão.